# Cotoneaster paradoxus
Cotoneaster paradoxus är en rosväxtart som beskrevs av Gerhard Klotz. Cotoneaster paradoxus ingår i släktet oxbär, och familjen rosväxter. Inga underarter finns listade i Catalogue of Life.